# Самосъзнание
Самосъзнанието е съзнаване на собствената личност, на качествата и ролята и по отношение на обективния свят; съзнание. Самосъзнанието като човешко качество е присъщо на развития разум. Хората са приели, че на земята не съществуват други индивиди, освен човека, способни на себеосъзнаване, себесъзнание – това са психични явления, присъщи на развития човешки ум. Този възглед не се приема за верен от всеки един човек, защото при наблюдение на някои видове животни се наблюдават реакции, които външно напомнят на човешка реакция за обида  или шега, а много факти сочат, че конкретни видове животни проявяват дори крайно изразена отмъстителност. Това е сигнал за съществуването или поне за наченки на осъзнаването на тези животни на своето съществуване и това на индивида, който им е навредил.
Външно и вътрешно самосъзнание. Някои американски учени определят самосъзнанието като външно и вътрешно. Вътрешното – това са чувствата, емоциите на личността. Външното – това са изявите на личността, които другите могат да наблюдават и оценяват. Самосъзнанието е свързано с формирането на Аз-а.